# Albert Gutterson
Albert Lovejoy Gutterson (ur. 23 sierpnia 1887 w Andover w stanie Vermont, zm. 7 kwietnia 1965 w Burlington w Vermont) – amerykański lekkoatleta, mistrz olimpijski w skoku w dal ze Sztokholmu z 1912.

## Życiorys
Na igrzyskach olimpijskich w 1912 w Sztokholmie zwyciężył w skoku w dal z nowym rekordem olimpijskim 7,60 m, tylko o 1 centymetr krótszym od ówczesnego rekordu świata Petera O’Connora. Wyprzedził następnego Kanadyjczyka Calvina Brickera o 39 cm.

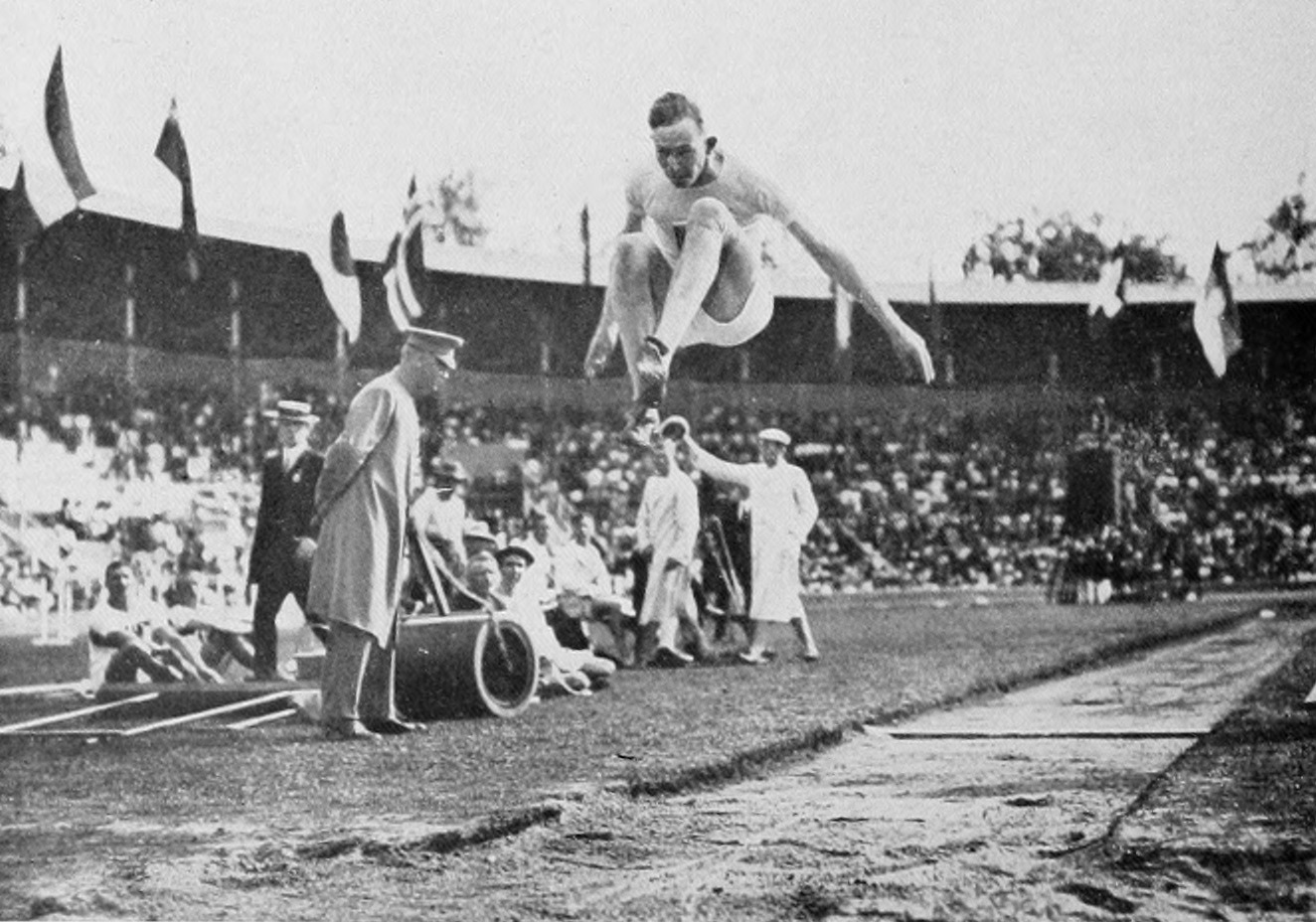
Gutterson podczas igrzysk olimpijskich w 1912

Gutterson ukończył studia na Uniwersytecie Vermontu z dyplomem inżyniera. W późniejszych latach prowadził własną fabrykę narzędzi.